# Les Américains
Pour les articles homonymes, voir The Americans et Les Américains (homonymie).
Les Américains (en anglais : The Americans) est un ouvrage de photographie de Robert Frank (1924-2019), de grande influence dans la photographie américaine d'après-guerre.
Il a d'abord été publié en France et en français par Robert Delpire en 1958 puis l'année suivante aux États-Unis. Les photographies sont remarquables pour leur vision distanciée des hautes et des basses classes de la société américaine. L’ouvrage dresse de la période un portrait complexe, considéré comme sceptique à l’égard des valeurs contemporaines et évocateur d’une solitude omniprésente.
« Frank entreprend avec sa bourse Guggenheim de faire quelque chose de novateur et libéré des diktats commerciaux [et fait] ce qui est désormais un classique du livre photographique  dans l'esprit iconoclaste de la Beat Generation. »
Le livre rassemble 83 photos sur les 23 000 que Frank a prises au cours de son périple d'un an et demi à travers les États-Unis. Dans le film Robert Frank - L'Amérique dans le viseur que Laura Israël lui a consacré en 2013, il déclare : « Quand je regarde les 83 photos que j'ai choisies pour le livre, je me dis que j'ai capté l'essence. »

## Éditions
Avec ce travail, Robert Frank s'éloigne des standards de la photographie contemporaine, ce qui lui pose des difficultés pour trouver un éditeur américain. Ainsi, il publie son premier ouvrage le 15 mai 1958 à Paris sous le titre en français Les Américains. Sous la direction d'Alain Bosquet, la maison d'édition Robert Delpire l'inclut dans sa collection Encyclopédie Essentielle.
L'édition contient des textes de Simone de Beauvoir, Erskine Caldwell, William Faulkner, Henry Miller et John Steinbeck, qui font face aux photographies de Robert Frank. La couverture originale était un dessin de Saul Steinberg.
En 1959, The Americans sort finalement aux États-Unis chez Grove Press. Les textes de l'édition originale française sont retirés au profit d'une préface et de notes à côté des photos de Jack Kerouac, afin de se rapprocher de la mise en page de Walker Evans dans American Photographs.
À l'occasion du 50e anniversaire de la publication originale du livre, une nouvelle édition, très attendue, est publiée par Steidl le 15 mai 2008. Robert Frank s'implique dans la mise en page et dans la production de cette édition qui utilise un moyen moderne de scanner les clichés originaux et une quadrichromie. Un nouveau format et une nouvelle typographie sont pensées à cette occasion, de même qu'une nouvelle couverture, et Robert Frank choisit lui-même le tissu, le gaufrage en aluminium et le papier de garde. Ainsi qu'il l'a fait pour chacune des éditions des Américains jusque-là, Robert Frank change le cadrage de plusieurs de ses photographies, qui incluent en général plus d'informations, tandis que deux des photos sont légèrement différentes des originales.

## Expositions notables
- 1997 : Robert Frank : Les Américains, Maison européenne de la photographie, Paris, France[5]
- 2018 : Robert Frank : Les Américains, Charleroi, Musée de la photographie, du 22 septembre 2018 au 20 janvier 2019[6]